# Wilhelm Henriques

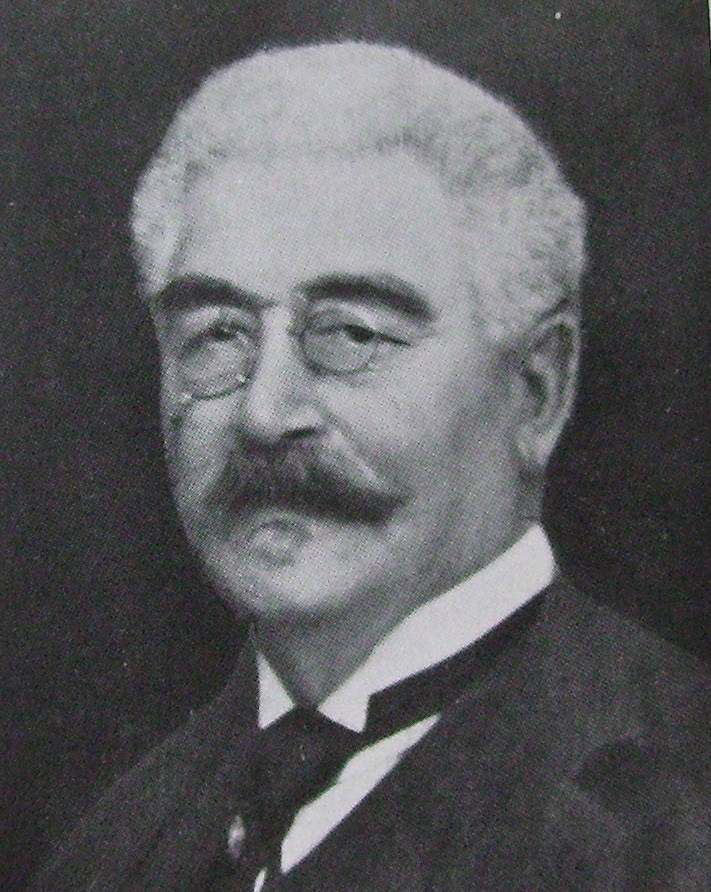
Wilhelm Henriques

Wilhelm Julius Henriques, född 15 september 1853 i Göteborg, död 17 oktober 1931, var en svensk grosshandlare och politiker. 
Han var son till rektor Meyer Ruben Henriques och Jenny Seligman. Sedan 1884 var han gift med Hilda Henriques, dotter till grosshandlaren Benny Henriques; makarna hade sonen Mårten Henriques.
Wilhelm Henriques hade genomgått Götildaskolan och Göteborgs handelsinstitut.
Han var delägare i A. Magnus & Co i Göteborg från 1881, och från 1914 var han ensam innehavare. Han var även ledamot av Göteborgs stadsfullmäktige 1889-1914, ordförande i styrelsen för Göteborgs spårvägar 1907-14, i Göteborgs börssällskap 1910-23 och i kommittén för Charles Felix Lindbergs donationsfond 1922-30, vice ordförande i Göteborgs handelskammare 1906-31 samt ordförande i Göteborgs mosaiska församling.

## Bildgalleri

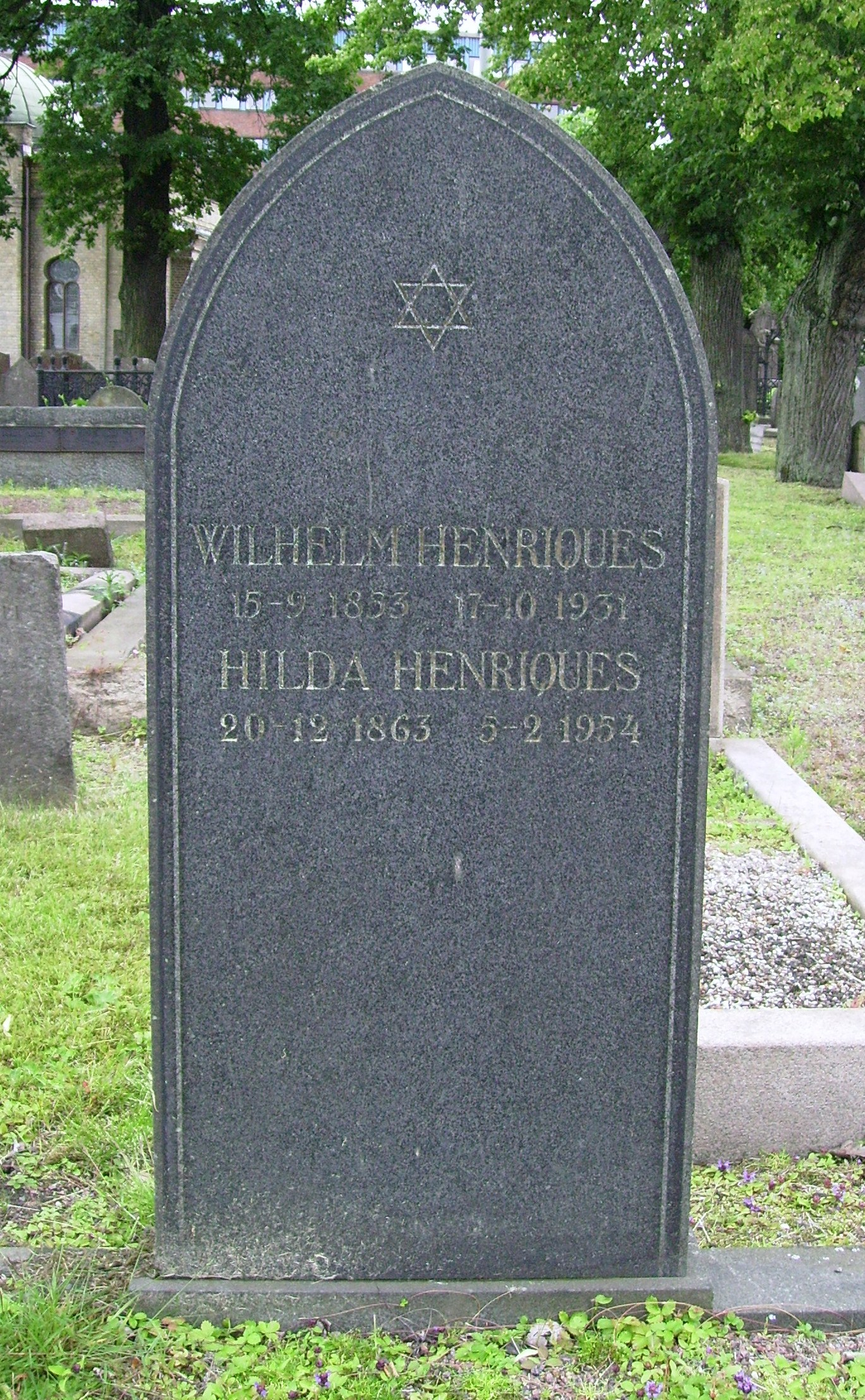
Gravvården på den judiska begravningsplatsen vid Svingeln i Göteborg.